# Касумов Ісраїл Асудійович
Ісраїл Асудійович Касу́мов (рос. Исраил Аслудиевич Касумов; нар. 2 червня 1990, село Сержень-Юрт, Шалинський район, Чечено-Інгушська АРСР, РРФСР, СРСР) — російський борець дворазовий бронзовий призер чемпіонатів Європи. Майстер спорту міжнародного класу з вільної боротьби.

## Життєпис
Боротьбою почав займатися з 2005 року. У 2007 році став бронзовим призером чемпіонату Європи серед кадетів.
Виступає за Академію боротьби, Красноярськ та ФСО «Юність Москви» Москва. Тренери — Віктор Алексєєв, Ашаб Касумов, Анатолій Мануйлов.
Срібний призер чемпіонатів Росії (2014 року, 2015 — до 70 кг; 2016 — до 65 кг). У збірній команді Росії з 2013 року.

## Спортивні результати на міжнародних змаганнях

### Виступи на Чемпіонатах Європи
| Змагання                         | Збірна | Вагова категорія          | Місце  |
| -------------------------------- | ------ | ------------------------- | ------ |
| Чемпіонат Європи з боротьби 2014 | Росія  | вільна боротьба, до 70 кг | 7      |
| Чемпіонат Європи з боротьби 2016 | Росія  | вільна боротьба, до 65 кг | Бронза |
| Чемпіонат Європи з боротьби 2017 | Росія  | вільна боротьба, до 70 кг | Бронза |
| Чемпіонат Європи з боротьби 2020 | Росія  | вільна боротьба, до 70 кг | 12     |

### Виступи на Кубках світу
| Змагання                    | Збірна | Вагова категорія          | Місце |
| --------------------------- | ------ | ------------------------- | ----- |
| Кубок світу з боротьби 2015 | Росія  | вільна боротьба, до 70 кг | 4     |

### Виступи на інших змаганнях
| Змагання                                               | Збірна | Вагова категорія                 | Місце  |
| ------------------------------------------------------ | ------ | -------------------------------- | ------ |
| Золотий Гран-прі з боротьби 2011 (Красноярськ)         | Росія  | вільна боротьба, до 66 кг        | Бронза |
| Кубок Президента Бурятської Республіки з боротьби 2012 | Росія  | вільна боротьба, до 74 кг        | Бронза |
| Гран-прі «Іван Яригін» 2013                            | Росія  | вільна боротьба, до 74 кг        | 15     |
| Кубок Президента Бурятської Республіки з боротьби 2013 | Росія  | вільна боротьба, до 74 кг        | Золото |
| Турнір Дмитра Коркіна 2013                             | Росія  | вільна боротьба, до 74 кг        | Золото |
| Гран-прі «Іван Яригін» 2014                            | Росія  | вільна боротьба, до 70 кг        | Золото |
| Турнір Яшара Догу 2014                                 | Росія  | вільна боротьба, до 70 кг        | 10     |
| Золотий Гран-прі з боротьби 2014 (Баку)                | Росія  | вільна боротьба, до 70 кг        | Золото |
| Турнір шахтарської слави з боротьби 2014               | Росія  | вільна боротьба, до 70 кг        | Золото |
| Кубок Рамзана Кадирова 2014                            | Росія  | вільна боротьба, до 70 кг        | Бронза |
| Інтерконтінентальний кубок з боротьби 2014             | Росія  | вільна боротьба, до 70 кг        | Срібло |
| Вогні Москви 2014                                      | Росія  | вільна боротьба, до 70 кг        | Золото |
| Гран-прі «Іван Яригін» 2015                            | Росія  | вільна боротьба, до 70 кг        | Бронза |
| Кубок Президента Бурятської Республіки з боротьби 2015 | Росія  | вільна боротьба, до 70 кг        | Бронза |
| Турнір Алі Алієва 2015                                 | Росія  | вільна боротьба, до 70 кг        | 8      |
| Кубок Рамзана Кадирова 2015                            | Росія  | вільна боротьба, до 70 кг        | Бронза |
| Міжнародний турнір Дінмухамеда Кунаєва 2015            | Росія  | вільна боротьба, до 65 кг        | Золото |
| Гран-прі «Іван Яригін» 2016                            | Росія  | вільна боротьба, до 65 кг        | Золото |
| Чемпіонат Росії з боротьби 2016                        | Росія  | вільна боротьба, до 65 кг        | Срібло |
| Турнір Дмитра Коркіна 2016                             | Росія  | вільна боротьба, до 70 кг        | Бронза |
| Інтерконтінентальний кубок з боротьби 2016             | Росія  | вільна боротьба, до 70 кг        | Бронза |
| Золотий Гран-прі з боротьби 2016                       | Росія  | вільна боротьба, до 70 кг        | Золото |
| Гран-прі «Іван Яригін» 2017                            | Росія  | вільна боротьба, до 70 кг        | Золото |
| Кубок Ахмата Кадирова 2017                             | Росія  | вільна боротьба, до Teamevent кг | Золото |
| Турнір Володимира Семенова 2017                        | Росія  | вільна боротьба, до 70 кг        | Золото |
| Міжнародний турнір Дінмухамеда Кунаєва 2017            | Росія  | вільна боротьба, до 70 кг        | Золото |
| Гран-прі «Іван Яригін» 2018                            | Росія  | вільна боротьба, до 70 кг        | 5      |
| Турнір Дмитра Коркіна 2018                             | Росія  | вільна боротьба, до 74 кг        | Бронза |
| Турнір Володимира Семенова 2018                        | Росія  | вільна боротьба, до 74 кг        | 11     |
| Кубок Ахмата Кадирова 2018                             | Росія  | команда                          | Золото |
| Турнір Аланії з боротьби 2018                          | Росія  | вільна боротьба, до 74 кг        | 20     |
| Турнір Володимира Семенова 2019                        | Росія  | вільна боротьба, до 70 кг        | Золото |
| Турнір Аланії з боротьби 2019                          | Росія  | вільна боротьба, до 70 кг        | 5      |
| Гран-прі «Іван Яригін» 2020                            | Росія  | вільна боротьба, до 70 кг        | Золото |

### Виступи на змаганнях молодших вікових груп
| Змагання                                       | Збірна | Вагова категорія          | Місце  |
| ---------------------------------------------- | ------ | ------------------------- | ------ |
| Чемпіонат Європи з боротьби серед кадетів 2007 | Росія  | вільна боротьба, до 63 кг | Бронза |